# Vibrafon

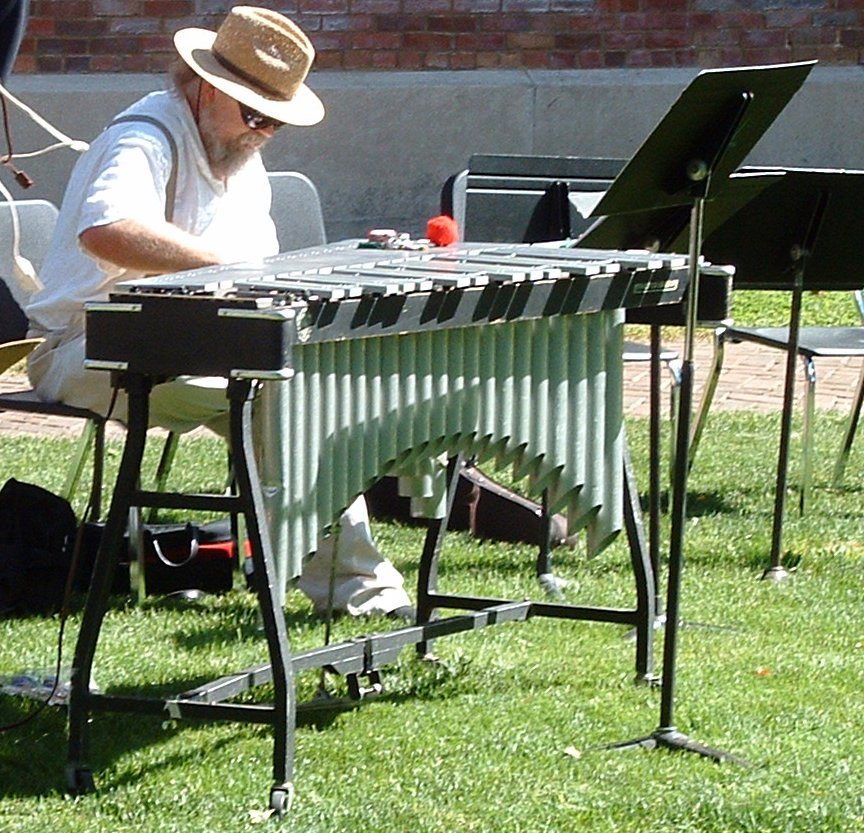
Vibrafon

Vibrafonul este un instrument muzical de percuție asemănător cu xilofonul, în care sunetele, produse de niște lame metalice, sunt prelungite cu ajutorul unor tuburi de rezonanță, ca la marimbafon.
Sub fiecare lamă metalică se găsește câte un tub de rezonanță, la al cărui capăt e montat un vibrator, sub formă de clapetă atașată tubului. Cu o tijă comandată electric, toate clapetele pot fi rotite în poziție radială, dând sunetul caracteristic al instrumentului.
Din anii 1920, vibrafonul este folosit de formațiile de jazz.

## Interpreti
Un mare vibrafonist al tarii noastre este Alexandru Anastasiu